# مونا دریس محمودی
مونا دریس محمودی (زاده ۱ اردیبهشت ۱۳۷۲ در اصفهان) بازیکن تیم ملی والیبال زنان ایران است. وی سابقه بازی در تیم ذوب‌آهن اصفهان و قهرمانی لیگ برتر ایران با این تیم را در کارنامه دارد. وی در پست مدافع میانی بازی می‌کند. مونا در رشته حسابداری دانشگاه اصفهان تحصیل کرده‌است و سابقه عضویت در تیم ملی زیر ۲۳ سال ایران را دارد. وی به همراه تیم ملی به مقام هفتمی جام ملت های آسیا در سال ۲۰۱۹ دست یافت.او درآخرین روزهای نقل و انتقالات لیگ برتر به تیم والیبال سپاهان اصفهان پیوست.

## افتخارات ورزشی
لیگ برتر والیبال کشور:
- قهرمانی: لیگ ۱۳۹۷ (ذوب‌آهن اصفهان)[۸][۹][۱۰]
- سومی: لیگ ۱۳۹۴ (ذوب‌آهن اصفهان)[۱۸][۱۹]